# Gustaf Nyholm
Pour les articles homonymes, voir Nyholm.
 (octobre 2023).
Si vous disposez d'ouvrages ou d'articles de référence ou si vous connaissez des sites web de qualité traitant du thème abordé ici, merci de compléter l'article en donnant les références utiles à sa vérifiabilité et en les liant à la section « Notes et références ».
Gustaf Nyholm est un joueur d'échecs suédois né le 27 janvier 1880 et mort le 12 septembre 1957.

## Biographie et carrière
Gustaf Nyholm est né à Stockholm et fut champion d'échecs de Suède dès 1917.
Sept fois champion d’échecs (entre 1917-1923) et champion des pays du Nord en 1917. Il est arrivé sixième au concours de Copenhague en 1907. En 1909, il arrive à la deuxième place, au concours de Göteborg, le septième championnat des pays du Nord. En 1912, il atteint la 11e place au concours de Stockholm, le huitième championnat des pays du Nord. En 1916, il partage la 6e-7e place du concours de Copenhague, le neuvième championnat des pays nordiques. En 1917, il remporte le dixième championnat des pays du Nord organisé à Oslo. En 1919, il partage la 7e-8e place au concours de Göteborg (le onzième championnat des pays nordiques). Il a joué dans l'équipe olympique suédoise lors de l'Olympiade d'échecs de 1927, la première Olympiade organisée à Londres, au deuxième échiquier, il a obtenu un résultat de +3 -8 = 4 (+ victoires - défaites = résultats nuls).